# Amphitecna latifolia
Calebasse bâtarde, Calebasse poison, Calebasse noire
Espèce
Statut de conservation UICN

 LC  : Préoccupation mineure
Amphitecna latifolia, le Calebasse bâtarde, Calebasse poison ou Calebasse noire, est une espèce de plantes à fleurs de la famille des Bignoniaceae. L'origine de cette espèce s'étend de la Floride aux Caraïbes, du sud du Mexique à l'Équateur. C'est un arbre qui pousse principalement dans le biome tropical humide. Il est utilisé comme médicament et comme aliment.

## Description
Amphitecna latifolia est un arbre de 10 à 15 m de haut à feuillage persistant, à cime étroite et moyennement dense. La corole est jaunâtre ou violacée, portant des stries marginales brunes. Les fruits sont sphériques à péricarpe dur, lisse. Les graines sont éparses dans la pulpe.

## Répartition
Ce taxon se rencontre dans les pays suivants : Belize, Colombie, Costa Rica, Cuba, Dominique, Guadeloupe, Guatemala, Haïti, Honduras, Jamaïque, Martinique, Mexique, Nicaragua, Panama, Porto Rico, République dominicaine, Saint-Vincent-et-les-Grenadines, Venezuela, Équateur, États-Unis, Îles Vierges des États-Unis.

## Utilisation
C'est une espèce à la fois ornementale et utilisée pour son bois servant à fabriquer des charrues et des manches d'outils. Le fruit est comestible, les graines sont utilisées en boisson comme le cacao. La peau du fruit est utilisée pour fabriquer des instruments de musique à percussion tels que güira, churucas, maracas...
Elle a des propriétés antalgiques, antiphlogistiques, astringentes, diurétiques et a été utilisée en cas de maux de tête, de fièvre et d'hydropsie.

### Dangers
Les feuilles sont connues pour leur action délétère lors de la digestion et peuvent provoquer des coliques intenses et douloureuses, des vomissements, des frissons. L'issue fatale peut arriver.

## Systématique
Le nom correct complet (avec auteur) de ce taxon est Amphitecna latifolia (Mill.) A.H.Gentry.
L'espèce a été initialement classée dans le genre Crescentia sous le basionyme Crescentia latifolia Mill..
Ce taxon porte en français le nom vernaculaire ou normalisé suivant : Calebasse bâtarde, Calebasse poison, Calebasse noire.
Amphitecna latifolia a pour synonymes :
- Amphitecna obovata (Benth.) L.O.Williams
- Crescentia coriacea Miers
- Crescentia cucurbitifera Houtt.
- Crescentia cucurbitina var. heterophylla Kuntze
- Crescentia cucurbitina L.
- Crescentia cuspidata Miers
- Crescentia elongata Miers
- Crescentia latifolia Lam.
- Crescentia latifolia Mill.
- Crescentia lethifera Tussac
- Crescentia obovata Benth.
- Crescentia ovata Burm.fil.
- Crescentia palustris Forsyth
- Crescentia palustris Forsyth ex Seem.
- Crescentia toxicaria Tuss.
- Dendrosicus latifolius (Mill.) A.H.Gentry
- Dendrosicus saxatilis Raf.
- Enallagma cucurbitina (L.) Baill.
- Enallagma cucurbitina (L.) Baill. ex K.Schum.
- Enallagma latifolia (Mill.) Small
- Enallagma obovata (Benth.) Baill.
- Enallagma obovata (Benth.) Baill. ex K.Schum.

### Étymologie
Le nom générique, Amphitecna, dérive du grec ancien ἀμφί (amphí), « autour », et τέκνον (téknon), « enfant », et fait référence « aux graines rangées au bord des loges ».
Son épithète spécifique, latifolia, dérive du latin latus, « large », et folia, « feuille ».